# Els Verds - Les Esquerres dels Pobles
Els Verds - Les Esquerres dels Pobles va ser una coalició electoral que es va presentar a Espanya a les eleccions al Parlament Europeu de 1999. La formaven Los Verdes i diversos partits d'esquerres (Iniciativa per Catalunya-Verds (IC-V), Chunta Aragonesista (CHA), Esquerda de Galicia (EdeG) i Izquierda Andaluza (IA). Aquesta candidatura va rebre el suport de la Federació Europea de Partits Verds.
Els caps de llista foren Antoni Gutiérrez i Díaz per IC-V, Guillermo Fernández-Obanza per Los Verdes, José Antonio Labordeta per CHA, Lourdes Díaz per EdeG i José Antonio Pino per IA.
La coalició va obtenir 300.855 vots (1,45%), i només li van faltar amb prou feines 6.000 vots per a obtenir representació, sent la candidatura més votada de les que no va obtenir cap eurodiputat. La candidatura només va obtenir resultats destacables a Aragó (44.494 vots, 6,85%), Illes Balears (5.750, 1,59%), Illes Canàries (8.285, 1,01%) i Catalunya (156.471, 5,43%).